# Allen Coulter
Allen Coulter – amerykański reżyser filmowy i telewizyjny.

## Życiorys
Urodził się w College Station. Studiował reżyserię teatralną na University of Texas później przeniósł się do Nowego Jorku. Przy realizacji filmów, a głównie seriali telewizyjnych, pracuje od 1978. Ma w reżyserki dorobku odcinki m.in. takich seriali jak Z Archiwum X, Millennium, Seks w wielkim mieście, Rodzina Soprano i Rzym. Wielokrotnie był nominowany do Emmy.
W pełnym metrażu, filmie kinowym, debiutował w 2006 roku czarnym kryminałem Hollywoodland. Obraz został zrealizowany w gwiazdorskiej obsadzie, główne role zagrali Adrien Brody oraz Ben Affleck. Jest to historia prywatnego śledztwa prowadzonego w sprawie śmierci George'a Reevesa, któremu niebywałą popularność przyniosła tytułowa rola w serialu Przygody Supermana. Fabuła staje się pretekstem do pokazania mechanizmów rządzących ówczesnym Hollywood. Drugi swój film, melodramat Twój na zawsze, zrealizował w 2010.

## Reżyseria
- Hollywoodland (Hollywoodland 2006)
- Twój na zawsze (Remember Me 2010)